# كأس بطولة الولايات المتحدة المفتوحة 1913–14
كأس بطولة الولايات المتحدة المفتوحة 1913–14 (بالإنجليزية: 1913–14 National Challenge Cup)‏ هو الموسم 1 من كأس بطولة الولايات المتحدة المفتوحة. أقيم بتاريخ 30 نوفمبر 1913، وكان عدد الأندية المشاركة فيه 32، وفاز فيه Brooklyn Field Club ‏.